# Bistum Tarma
Das Bistum Tarma (lat.: Dioecesis Tarmensis) ist ein in den zentralperuanischen Anden gelegenes römisch-katholisches Bistum mit Sitz in Tarma. 
Ihr Gebiet umfasst die Provinzen Daniel Alcides Carrión, Junín und Pasco sowie einen Teil der Provinz Tarma.

## Geschichte
Das Bistum Tarma wurde am 15. Mai 1958 aus Gebietsabtretungen der Bistümer Huancayo und Huánuco als Prälatur Tarma errichtet. Es wurde dem Erzbistum Huancayo als Suffraganbistum unterstellt. Am 21. Dezember 1985 wurde die Prälatur Tarma zum Bistum erhoben.

## Wallfahrt zum Señor de Muruhuay
Ein Anziehungspunkt, der weit über das Bistum hinaus ausstrahlt, ist das Heiligtum Señor de Muruhuay in Muruhuay, einem kleinen Ort nördlich von Tarma. Die Wallfahrt zum Señor de Muruhuay am 3. Mai eines jeden Jahres ist eines der bedeutendsten religiösen Feste Perus. Sie wurde 2017 zum „nationalen Kulturerbe“ erklärt.

## Bischöfe

### Prälaten von Tarma
- Anton Kühner MCCJ, 15. Mai 1958–24. Juli 1980, danach Bischof von Huánuco
- Lorenz Unfried MCCJ, 19. September 1980–21. Dezember 1985

### Bischöfe von Tarma
- Lorenz Unfried MCCJ, 21. Dezember 1985–29. November 1988

Apostolischer Administrator: Hubert Unterberger MCCJ, 29. November 1988–3. Januar 1991
- Luis Abilio Sebastiani Aguirre SM, 21. November 1992–13. Juni 2001, danach Erzbischof von Ayacucho o Huamanga
- Richard Daniel Alarcón Urrutia, 13. Juni 2001–28. Oktober 2014, danach Erzbischof von Cuzco
- Luis Alberto Barrera Pacheco MCCJ, 25. Oktober 2016–17. April 2021, danach Bischof von Callao
- Timoteo Solórzano Rojas MSC, seit 18. Juni 2022